# Steve Tisch

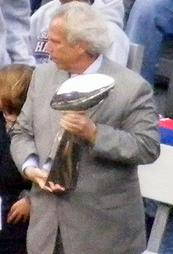
Steve Tisch mit der Vince Lombardi Trophy

Steve Tisch (* 14. Februar 1949 in Lakewood Township, New Jersey) ist ein US-amerikanischer Filmproduzent.

## Karriere
Tisch ist seit Mitte der 1970er Jahre als Produzent tätig. Bislang war er an mehr als 50 Produktionen beteiligt. Für Forrest Gump wurde er 1995 mit dem Oscar in der Kategorie Bester Film ausgezeichnet. Im gleichen Jahr erhielt er eine Auszeichnung bei den GLAAD Media Awards. 2001 wurde er mit einem Stern auf dem Hollywood Walk of Fame geehrt.
Er arbeitete mit Will Smith an den Filmen Das Streben nach Glück (2006) und Sieben Leben (2008).
Tisch ist außerdem Mitbesitzer des Football-Teams New York Giants.

## Filmografie (Auswahl)
- 1980: Von Küste zu Küste (Coast to Coast)
- 1983: Lockere Geschäfte (Risky Business)
- 1988: Heiß auf Trab (Hot to Trot)
- 1990: Der Chaoten-Cop (Heart Condition)
- 1990: Todfreunde – Bad Influence (Bad Influence)
- 1994: Forrest Gump
- 1997: Postman
- 2006: Das Streben nach Glück (The Pursuit of Happyness)
- 2008: Sieben Leben (Seven Pounds)
- 2009: Die Entführung der U-Bahn Pelham 123 (The Taking of Pelham 123)
- 2009: Knowing – Die Zukunft endet jetzt (Knowing)
- 2010: Plan B für die Liebe (The Back-up Plan)
- 2012: Wie beim ersten Mal (Hope Springs)
- 2014: Sex Tape
- 2014: The Equalizer
- 2015: Big Business: Außer Spesen nichts gewesen (Unfinished Business)
- 2015: Southpaw
- 2017: Mein Bester & Ich (The Upside)
- 2018: The Equalizer 2
- 2021: Pig
- 2021: A Journal for Jordan
- 2021: Being the Ricardos
- 2023: The Equalizer 3 – The Final Chapter (The Equalizer 3)